# サント・アマロ (サントメ・プリンシペ)
サント・アマロ（ポルトガル語: Santo Amaro）は、サントメ・プリンシペの町。サントメ島のロバタ県に位置する。人口は1063人（2012年国勢調査）。ベラ・ビスタの0.8キロメートル北、コンデの3キロメートル東、首都サントメ市街の6キロメートル北西に位置する。